# Carlo Fait
Carlo Fait (Rovereto, 8 gennaio 1877 – Torino, 11 marzo 1968) è stato uno scultore italiano.
È stato attivo soprattutto a Torino, dove è stato per lungo tempo apprendista e collaboratore di Pietro Canonica. Ha realizzato opere letterarie e allegoriche (Castellana, Fiammetta, Prima fides), monumenti funebri nei cimiteri di Biella, Genova e Torino e monumenti ai caduti in numerose località del Piemonte, della Liguria e del Friuli. Ha scolpito numerosi ritratti fra cui i busti di Giovanna d'Arco e Giovanni Bosco, con i quali ha partecipato al Salon di Parigi nel 1934, il medaglione bronzeo di Antonio Carle (1938), il rilievo marmoreo di Pio XII (1941) e il busto di Luigi Zandonai (1948–1951). Negli anni Quaranta si è dedicato lungamente alla preparazione dell'opera La preda, ispirata al ratto di Proserpina e scolpita fra il 1944 e il 1947.

## Biografia

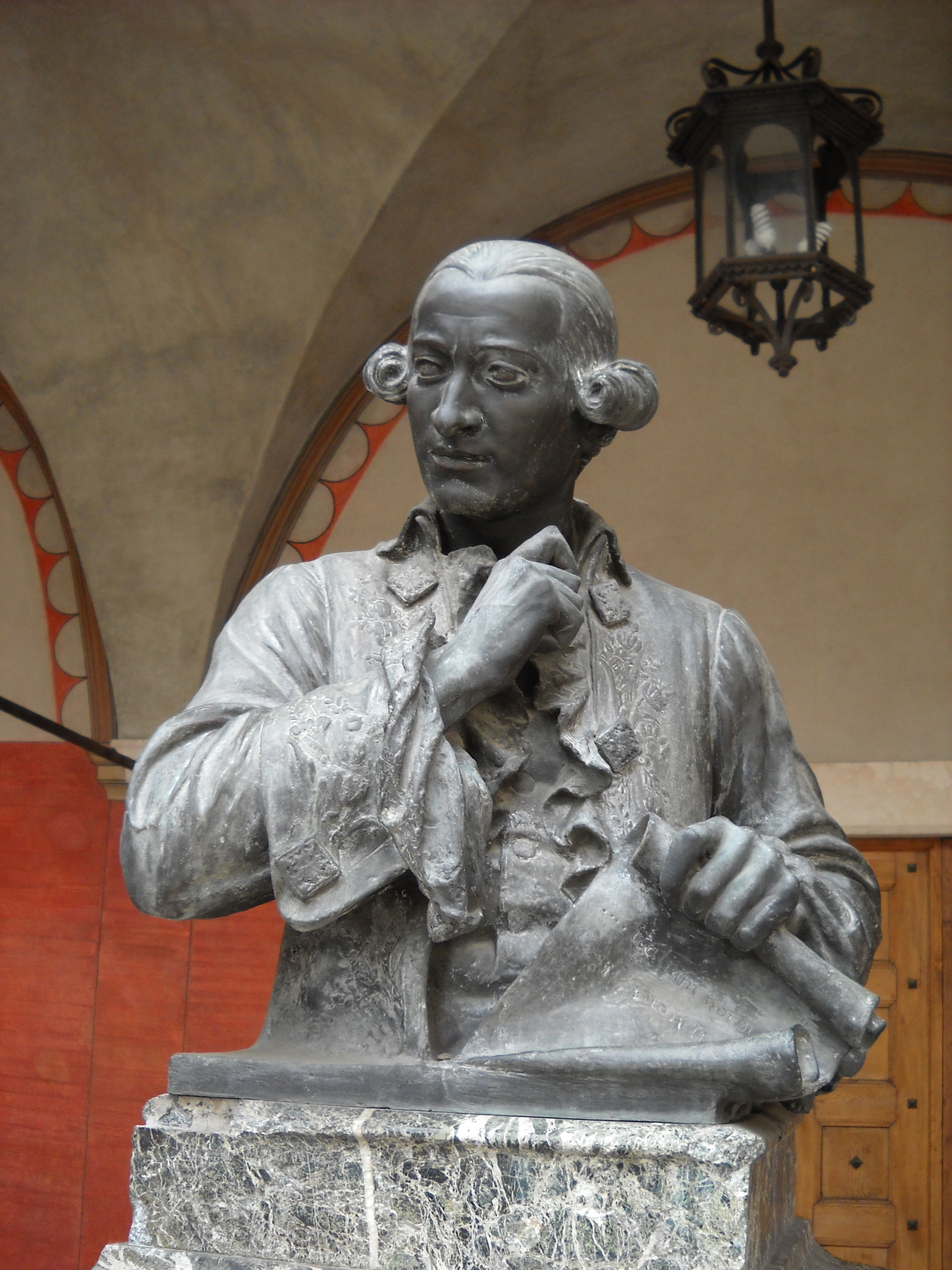
Monumento a Clementino Vannetti nella piazzetta presso il palazzo Del Ben-Conti d'Arco a Rovereto

Carlo Fait nasce a Rovereto l'8 gennaio 1877. È figlio di Antonio Fait e Angela Galvan, proprietari di un'osteria. Dopo un apprendistato presso i marmisti Scanagatta di Rovereto si iscrive alla Scuola di ornato di Trento e in seguito al corso preparatorio dell'Accademia di Brera a Milano nel 1897. Interrompe ben presto gli studi per dedicarsi all'apprendistato presso gli scultori della città, in seguito Pietro Canonica lo chiama nel proprio studio di Torino. Nel 1907 presenta l'opera Desiderio, un busto femminile in marmo, alla VI Esposizione internazionale d'arte di Venezia. Nel 1908 completa il busto in bronzo di Clementino Vannetti per la città di Rovereto. All'inaugurazione, nel maggio dello stesso anno, è presente anche Cesare Battisti. Nel 1912 Fait collabora con Canonica agli altorilievi del monumento equestre al granduca Nikolaj Nikolaevič Romanov, che viene posto nella piazza Manejnaja di Pietroburgo. Nello stesso anno compie con il maestro un viaggio a Roma, dove può osservare le opere scultoree dell'antichità.
Negli anni Dieci Fait realizza opere di soggetto letterario e allegorico, fra cui si ricordano Castellana, Fiammetta e Prima fides. Dopo la prima guerra mondiale Fait ottiene importanti incarichi per opere commemorative ed è nominato nel 1922 cavaliere dell'Ordine della Corona d'Italia. Fra le opere di questo periodo vi sono i monumenti ai caduti di Dogliani, Cordovado, Laigueglia, Rosignano Monferrato, Udine e le tombe per il Cimitero monumentale di Torino, il Cimitero monumentale di Staglieno a Genova e quelli di Biella e Mezzolombardo. Realizza inoltre numerose targhe, medaglie, busti e ritratti. Nel 1930 inaugura a Chieri il monumento al conte Cesare Rossi di Montelera, alla presenza del principe Umberto I di Savoia. Nel 1934 è al Salon di Parigi dove espone il busto di Giovanna d'Arco e quello di Giovanni Bosco. Negli anni Trenta si incrinano i rapporti tra Fait e Canonica, da cui egli non si sente riconosciuto. Inoltre, Fait è colpito da una improvvisa sordità.
Fait torna dunque a Rovereto, e nel 1937 decide di donare parte della sua opera al Museo civico della città. Nel frattempo realizza una Deposizione per il cimitero di Torino e il medaglione bronzeo di Antonio Carle a Chiusa di Pesio. Nel 1940 è inaugurato a Rovereto il Monumento dell'alpino. L'anno seguente Fait realizza il rilievo marmoreo di Pio XII e tiene una personale al salone de La Stampa di Torino. Nel 1942 completa il monumento funebre all'aviatore Sandro Passaleva per il cimitero di Sesto Calende. Negli anni Quaranta i committenti si diradano e Fait dedica tutte le sue energie alla creazione dell'opera La preda, ideata nel 1934 e ispirata al ratto di Proserpina. Nel 1944 trova un committente, ma tre anni dopo l'incarico gli è revocato per motivi economici. Nel 1949 realizza La pace a Trino, nel 1948–1951 il busto di Luigi Zandonai a Rovereto. Trascorre gli ultimi vent'anni della sua vita in cattive condizioni economiche e di salute, sempre alla ricerca di un acquirente per La preda. Muore a Torino l'11 marzo 1968.